# Phönix Nord
Das Naturschutzgebiet Phönix Nord liegt im Landkreis Altenburger Land in Thüringen. Es erstreckt sich westlich von Prößdorf, einem Ortsteil der Stadt Lucka. Die Landesstraße L 1361 durchschneidet das Gebiet im nördlichen Bereich. Östlich erstreckt sich der Prößdorfer See. Am nördlichen Rand verläuft streckenweise die Landesgrenze zu Sachsen und am westlichen Rand streckenweise die Landesgrenze zu Sachsen-Anhalt.

## Geschichte
Das Naturschutzgebiet entstand aus dem ehemaligen Braunkohletagebau Phönix-Nord (1962–1968). Nachdem der Tagebau im Jahr 1968 frühzeitig stillgelegt wurde, wurde das Restloch mit Abraum aus dem Tagebau Groitzscher Dreieck zugeschüttet. Relikte aus der Tagebauzeit finden sich bis heute im Naturschutzgebiet, so zum Beispiel die ehemaligen Tagesanlagen des Tagebaus (später als Glaswerk Maltitz bekannt geworden). Das Gebiet wurde renaturiert und eine Vielfalt an Lebensräumen geschaffen. So findet sich in Phönix-Nord eine beachtliche Anzahl bedrohter regionaler Pflanzen- und Tierarten. Die Naturforschende Gesellschaft Altenburg (NfGA) hat in Kooperation mit dem Flächeneigentümer ThüringenForst eine Waldweide initiiert, welche Großfresser, wie zum Beispiel den Karpatenbüffel, das Taurusrind oder das Exmoor-Pony, beherbergt. Diese Tiere weiden bestimmte Pflanzenarten ab, die sich sonst stark ausbreiten und die Artenvielfalt verringern würden.

## Bedeutung
Das 167,2 ha große Gebiet mit der NSG-Nr. 401 wurde im Jahr 2008 unter Naturschutz gestellt.

## Hinweise

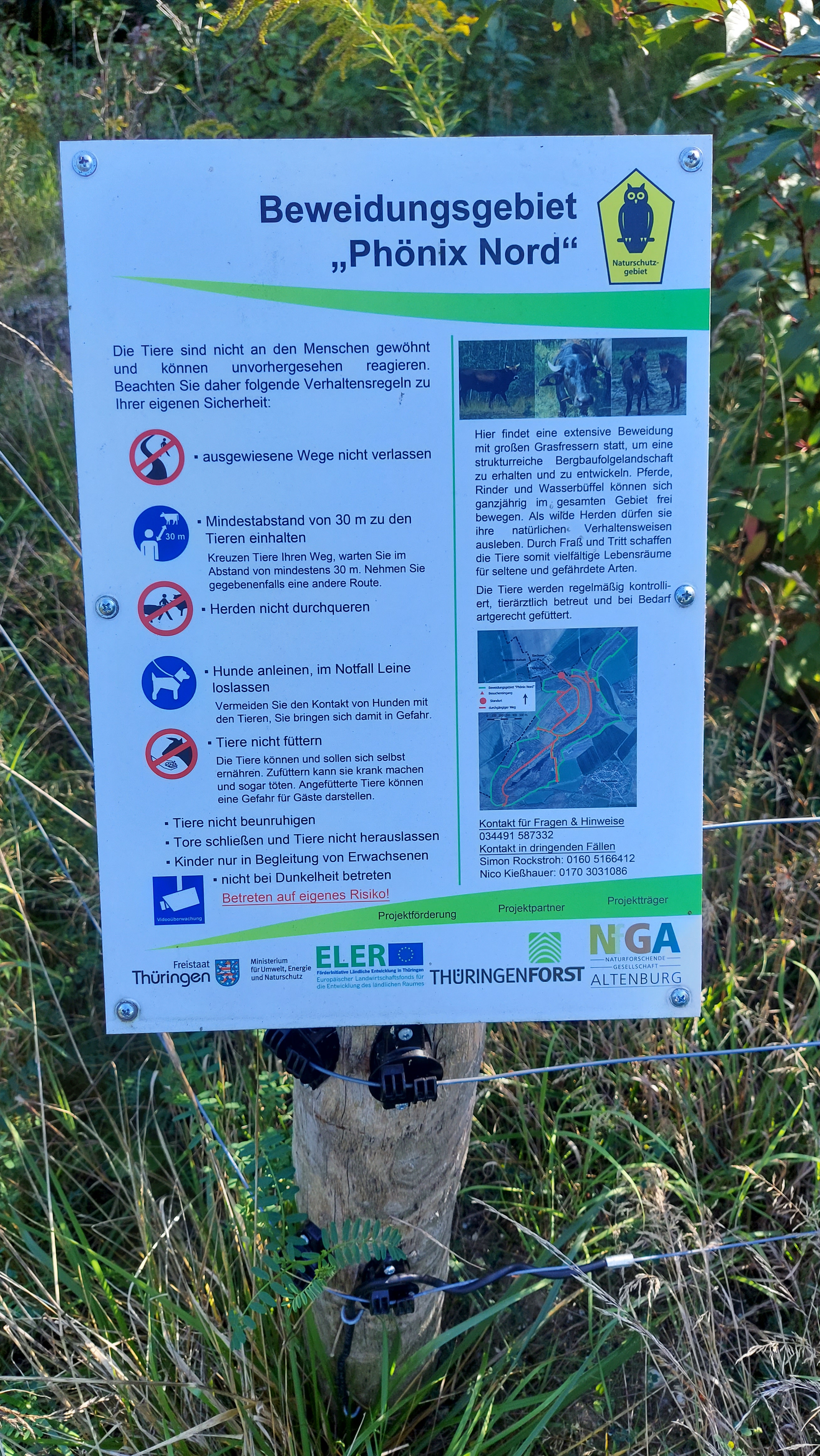
Hinweisschild an einem Eingang des Naturschutzgebiets

Das Naturschutzgebiet ist unter Beachtung gewisser Regeln für die Öffentlichkeit geöffnet und eignet sich ideal zum Wandern. Aufgrund der für die Region untypischen Tiere, die nicht an den Menschen gewöhnt sind, ist die Halde umzäunt. Es gibt einige Eingänge in die Halde, die mit einem Tor gesichert sind, die nach dem Betreten unverzüglich wieder zu schließen sind. Des Weiteren sollen die befestigten Wege nicht verlassen werden und Hunde angeleint bleiben. Selbsterklärend dürfen die wilden Tiere nicht gefüttert werden.